# Régimen de Quisling
El régimen de Quisling o gobierno de Quisling son nombres comunes que se utilizan para referirse al gobierno colaboracionista fascista liderado por Vidkun Quisling en la Noruega ocupada por los alemanes durante la Segunda Guerra Mundial. El nombre oficial del régimen desde el 1 de febrero de 1942 hasta su disolución en mayo de 1945 fue Den nasjonale regjering (en español: Gobierno Nacional). El poder ejecutivo real fue retenido por el Reichskommissariat Norwegen, encabezado por Josef Terboven.
Dado el uso del término quisling, el nombre régimen de Quisling también puede usarse como un término despectivo que se refiere a los regímenes políticos percibidos como gobiernos títeres traidores impuestos por la ocupación de enemigos extranjeros.

## Golpe de Estado de 1940
Vidkun Quisling, Fører del partido Nasjonal Samling, había intentado por primera vez llevar a cabo un golpe de Estado contra el gobierno noruego el 9 de abril de 1940, el día de la invasión alemana de Noruega. A las 7:32 p. m., Quisling visitó los estudios de la Norsk Rikskringkasting e hizo una transmisión de radio proclamándose Primer Ministro y ordenando a toda resistencia que se detuviera de inmediato. Anunció que él y el Nasjonal Samling tomarían el poder debido a que el gabinete de Nygaardsvold "optó por la resistencia armada y huyó rápidamente". Declaró además que en la situación actual era "el deber y el derecho del movimiento Nasjonal Samling asumir el poder gubernamental". Quisling afirmó que el gabinete de Nygaardsvold había cedido el poder a pesar de que solo se había trasladado a Elverum, que está a unos 50 km de Oslo, y estaba negociando con los alemanes.
Al día siguiente, el embajador alemán Curt Bräuer viajó a Elverum y exigió que el rey Haakon VII regresara a Oslo y nombrara formalmente a Quisling como Primer Ministro. Haakon reflexionó por un tiempo y le dijo al embajador que los reyes noruegos no podían tomar decisiones políticas por su propia cuenta. En una reunión del gabinete más tarde esa noche, Haakon dijo que no podía en conciencia nombrar a Quisling como Primer Ministro porque sabía que ni la gente ni el Storting tenían confianza en él. Haakon declaró además que abdicaría en lugar de nombrar un gobierno encabezado por Quisling. Para entonces, la noticia del intento de golpe de Quisling había llegado a Elverum. Las negociaciones colapsaron rápidamente y el gobierno aconsejó unánimemente a Haakon que no nombrara a Quisling como Primer Ministro.
Quisling intentó que arrestaran al gabinete de Nygaardsvold, pero el oficial al que dio instrucciones para llevar a cabo el arresto ignoró la orden. Los intentos de hacerse con el control de la fuerza policial en Oslo dando órdenes al jefe de policía Kristian Welhaven también fracasaron. El golpe fracasó después de seis días, a pesar del apoyo alemán durante los primeros tres días, y Quisling tuvo que hacerse a un lado en las partes ocupadas de Noruega a favor del Consejo Administrativo (Administrasjonsrådet). El Consejo Administrativo fue formado el 15 de abril por miembros de la Corte Suprema y con el apoyo de líderes empresariales noruegos y de Bräuer como alternativa al Nasjonal Samling de Quisling en las áreas ocupadas.

## Consejeros de Estado provisionales
El 25 de septiembre de 1940, el Reichskommissar Josef Terboven, quien el 24 de abril de 1940 había reemplazado a Curt Bräuer como el principal comandante civil en Noruega, proclamó la deposición del rey Haakon VII y el gabinete de Nygaardsvold, prohibiendo todos los partidos políticos excepto el Nasjonal Samling. Terboven luego nombró a un grupo de 11 kommissariske statsråder (en español: Consejeros de Estado provisionales) del Nasjonal Samling para ayudarlo a gobernar Noruega. Aunque los Consejeros de Estado provisionales no formaron un gobierno, la intención de los alemanes era utilizarlos para preparar el camino para que el Nasjonal Samling tomara el poder en el futuro. Vidkun Quisling fue nombrado jefe político de los consejeros y todos los miembros del Nasjonal Samling tuvieron que prestarle un juramento personal de lealtad. La mayoría de los consejeros trabajaron diligentemente para presentar los ideales y la política del Nasjonal Samling. Entre los esquemas introducidos durante el período del Consejo estaba la introducción de obligaciones laborales, reformas del mercado laboral, el código penal y el sistema de justicia, una reorganización de la policía y la introducción de ideales nacionalsocialistas en la escena cultural noruega. Los consejeros de estado provisionales fueron concebidos como un sistema temporal, mientras que el Nasjonal Samling construyó su organización en preparación para asumir plenos poderes gubernamentales. El 25 de septiembre de 1941, primer aniversario de los consejeros, Terboven les otorgó el título de "Ministros".

## Gobierno

Bandera del Nasjonal Samling.

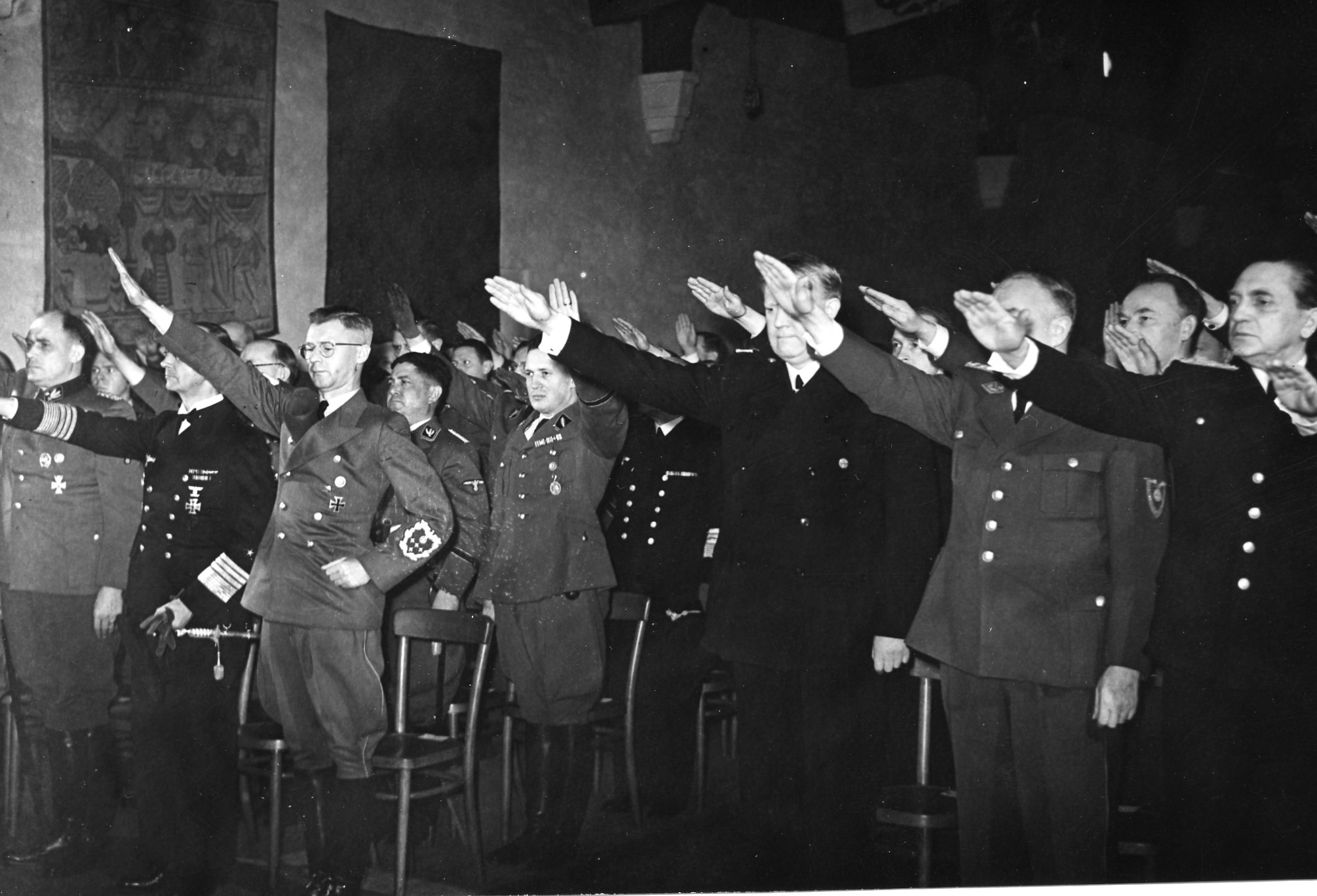
El establecimiento del Gobierno Nacional de Quisling se proclamó en la Fortaleza de Akershus. En el lado izquierdo de la sala están Terboven (tercero desde la izquierda) y varios oficiales alemanes, a la derecha Quisling (tercero desde la derecha) y varios de sus ministros.

Con el establecimiento del gobierno nacional de Quisling, Quisling, como Ministro-Presidente, asumió temporalmente la autoridad tanto del Rey como del Parlamento.
En 1942, después de dos años de administración civil directa por parte de los alemanes (que continuó de facto hasta 1945), finalmente fue puesto a cargo de un gobierno colaboracionista, que fue proclamado oficialmente el 1 de febrero de 1942. El nombre oficial del gobierno era "Den Nasjonale Regjering"(en español: Gobierno Nacional). La intención original de los alemanes había sido entregar la soberanía de Noruega al nuevo gobierno, pero a mediados de enero de 1942 Hitler decidió conservar el Reichskommissariat Norwegen civil bajo el mando de Terboven. En cambio, al gobierno de Quisling se le otorgó el papel de una autoridad ocupante con amplias autorizaciones. El propio Quisling consideró la creación de su gobierno como un "paso decisivo en el camino hacia la completa independencia de Noruega". Aunque sólo había asumido temporalmente la autoridad del rey, Quisling todavía hizo esfuerzos para distanciar a su régimen de la monarquía exiliada. Después de que Quisling se mudara al Palacio Real, volviera a usar el escudo oficial de Noruega, cambiando la redacción de "Haakon VII Norges konge" a "Norges rikes segl" (en traducción al español, de "Haakon VII Rey de Noruega" a "Escudo del Reino de Noruega"). Después de establecer el Gobierno Nacional, Quisling afirmó tener "la autoridad que, según la Constitución, pertenecía al Rey y al Parlamento".
Otros ministros importantes del gobierno colaboracionista fueron Jonas Lie (también jefe del ala noruega de las SS desde 1941) como Ministro de Policía, Gulbrand Lunde como Ministro de Cultura e Ilustración, así como el cantante de ópera Albert Viljam Hagelin, quien fue Ministro del Interior.

## Política
Una de las primeras acciones de Quisling fue reintroducir la prohibición de entrada de judíos a Noruega, que anteriormente formaba parte del §2 de la Constitución de 1814 a 1851.
Dos de las primeras leyes del régimen de Quisling, la Lov om nasjonal ungdomstjeneste (en español: 'Ley sobre el servicio nacional de la juventud') y la Lov om Norges Lærersamband (en español: 'La unión de maestros de Noruega'), ambas firmadas el 5 de febrero de 1942, llevaron a protestas de los padres, serios enfrentamientos con los maestros y un conflicto cada vez mayor con la Iglesia de Noruega. Las escuelas se cerraron durante un mes y, en marzo de 1942, la policía noruega arrestó a unos 1.100 profesores y los envió a prisiones y campos de concentración alemanes, y unos 500 de los profesores fueron enviados a Kirkenes como trabajadores de la construcción para los ocupantes alemanes.

## Objetivo de la independencia
Incluso después de la creación oficial del gobierno de Quisling, Josef Terboven seguía gobernando Noruega como un dictador, sin recibir órdenes de nadie más que de Hitler. El régimen de Quisling era un gobierno títere, aunque Quisling quería la independencia y la destitución de Terboven, algo por lo que presionaba constantemente a Hitler, sin éxito. Quisling quería lograr la independencia de Noruega con su gobierno, con el fin de la ocupación alemana de Noruega a través de un tratado de paz y el reconocimiento de la soberanía de Noruega por parte de Alemania. Además, quería aliar a Noruega con Alemania y unirse al Pacto Antikomintern. Después de una reintroducción del servicio militar en Noruega, las tropas noruegas debían luchar con las potencias del Eje en la Segunda Guerra Mundial.
Quisling también presentó la idea de una unión paneuropea dirigida, pero no dominada, por Alemania, con una moneda y un mercado comunes. Quisling presentó sus planes a Hitler repetidamente en memorandos y conversaciones con el dictador alemán, la primera vez el 13 de febrero de 1942 en la Cancillería del Reich en Berlín y la última vez el 28 de enero de 1945, nuevamente en la Cancillería del Reich. Todas las ideas de Quisling fueron rechazadas por Hitler, que no quería ningún acuerdo permanente antes de que concluyera la guerra, al tiempo que deseaba la anexión total de Noruega a Alemania como la provincia más septentrional de un Gran Reich germánico. Sin embargo, Hitler, en una reunión de abril de 1943, prometió a Quisling que una vez que la guerra terminara, Noruega recuperaría su independencia. Este es el único caso conocido de Hitler que hizo tal promesa a un país ocupado.
La palabra Quisling se ha convertido en sinónimo de traición y colaboración con el enemigo.

### Reclamaciones territoriales
Más información: Imperio colonial noruego
El régimen miró con nostalgia a la Alta Edad Media, conocida en la historiografía noruega como Norgesveldet, durante la cual el territorio noruego se extendió más allá de sus fronteras actuales. Quisling imaginó una extensión del estado noruego mediante la anexión de la península de Kola con su pequeña minoría noruega, de modo que se pudiera crear una Gran Noruega que abarcara toda la costa del norte de Europa. Se esperaba una mayor expansión en el norte de Finlandia, para unir la península de Kola con Finnmark: los líderes del Nasjonal Samling tenían opiniones encontradas sobre la frontera finlandesa-noruega de la posguerra, pero la posible anexión noruega de al menos los municipios finlandeses de Petsamo (en noruego: Petsjenga) e Inari (en noruego: Enare) estaba bajo consideración.
Las editoriales del Nasjonal Samling pidieron la anexión de las provincias suecas históricamente noruegas de Jämtland (en noruego: Jemtland), Härjedalen (en noruego: Herjedalen, véase también Øst-Trøndelag) y Bohuslän (en noruego: Båhuslen). En marzo de 1944, Quisling se reunió con el general Rudolf Bamler de la Wehrmacht e instó a los alemanes a invadir Suecia desde la Laponia finlandesa (utilizando las fuerzas alemanas desplegadas en Laponia) y a través del Báltico como un ataque preventivo contra Suecia que se uniría a la guerra del lado aliado. La propuesta de Quisling se envió tanto al jefe del OKW, Alfred Jodl, como al líder de las SS, Heinrich Himmler.
Quisling y Jonas Lie, líder de las SS Germánicas en Noruega, también promovieron reclamos noruegos irredentistas sobre las Islas Feroe (en noruego: Færøyene), Islandia (en noruego: Island), las Orcadas (en noruego: Orknøyene), las Shetland (en noruego: Hjaltland), las Islas Hébridas Exteriores (históricamente una parte del Reino de Mann y las Islas bajo el nombre de Sørøyene, "Islas del Sur") y la Tierra de Francisco José (anteriormente reclamada por Noruega bajo el nombre de Fridtjof Nansen Land), la mayoría de los cuales eran antiguos territorios noruegos transmitidos al dominio danés después de la disolución de Dinamarca-Noruega en 1814, mientras que el resto eran antiguos asentamientos de la era vikinga. Noruega ya había reclamado una parte del este de Groenlandia en 1931 (bajo el nombre de Tierra de Erik el Rojo), pero el reclamo se amplió durante el período de ocupación para cubrir Groenlandia en su totalidad. Durante la primavera de 1941, Quisling trazó planes para "reconquistar" la isla utilizando un grupo de trabajo de cien hombres, pero los alemanes consideraron que este plan era inviable. En la persona del ministro de propaganda Gulbrand Lunde, el gobierno títere noruego reclamaba además los polos norte y sur. Durante finales del siglo XIX y principios del XX, Noruega había ganado prestigio como una nación activa en la expedición polar: el explorador noruego Roald Amundsen llegó al Polo Sur por primera vez en 1911, y en 1939 Noruega había reclamado una región de la Antártida con el nombre de Tierra de la Reina Maud (en noruego: Dronning Maud Land).
Después de la invasión alemana de la Unión Soviética, se hicieron preparativos para establecer colonias noruegas en el norte de Rusia. Quisling designó el área reservada para la colonización noruega como Bjarmaland, una referencia al nombre que aparece en las sagas nórdicas del norte de Rusia.

## Disolución
El régimen de Quisling dejó de existir en 1945, con el final de la Segunda Guerra Mundial en Europa. Noruega todavía estaba ocupada en mayo de 1945, pero Vidkun Quisling y la mayoría de sus ministros se rindieron en la comisaría de Møllergata 19 el 9 de mayo, un día después de la rendición de Alemania. El nuevo gobierno de unificación noruego lo juzgó el 20 de agosto por numerosos delitos; fue condenado el 10 de septiembre y ejecutado por un pelotón de fusilamiento el 24 de octubre de 1945. Otros colaboradores nazis, así como alemanes acusados de crímenes de guerra, también fueron detenidos y juzgados durante esta proceso legal.

## Ministros del régimen de Quisling
Los ministros del régimen de Quisling en 1942 fueron:
- Eivind Blehr (Ministro de Comercio y de Suministros)
- Thorstein Fretheim (Ministro de Agricultura)
- Rolf Jørgen Fuglesang (Ministro de Asuntos del Partido)
- Albert Viljam Hagelin (Ministro del Interior)
- Tormod Hustad (Ministro de Trabajo)
- Kjeld Stub Irgens (Ministro de Navegación)
- Jonas Lie (Ministro de Policía)
- Johan Andreas Lippestad (Ministro de Asuntos Sociales)
- Gulbrand Lunde (Ministro de Cultura)
- Frederik Prytz (Ministro de Finanzas)
- Sverre Riisnæs (Ministro de Justicia)
- Ragnar Skancke (Ministro de Asuntos Eclesiásticos y Educativos)
- Axel Heiberg Stang (Ministro del Servicio de Trabajo y Deportes)

El liderazgo del régimen de Quisling vio cambios y reemplazos significativos durante su existencia. Cuando Gulbrand Lunde murió en 1942, Rolf Jørgen Fuglesang se hizo cargo de su ministerio y retuvo el suyo propio. Los dos ministerios de Eivind Blehr se fusionaron en 1943 como Ministerio de Comercio. El 4 de noviembre de 1943, Alf Whist se incorporó al gobierno como ministro sin cartera.
Tormod Hustad fue reemplazado por Hans Skarphagen el 1 de febrero de 1944. Tanto Kjeld Stub Irgens como Eivind Blehr fueron despedidos en junio de 1944. Sus antiguos ministerios se fusionaron y quedaron bajo el control de Alf Whist como Ministro de Comercio. El 8 de noviembre de 1944, Albert Viljam Hagelin fue despedido de su cargo y reemplazado por Arnvid Vasbotten. Cuando Frederik Prytz murió en febrero de 1945, fue reemplazado por Per von Hirsch. Thorstein Fretheim fue despedido el 21 de abril de 1945, para ser reemplazado por Trygve Dehli Laurantzon.